# Anthaxia californica
Anthaxia californica es una especie de escarabajo del género Anthaxia, familia Buprestidae. Fue descrita científicamente por Obenberger en 1914.